# جایزه جهانی لوریوس برای تیم سال
جایزه جهانی لوریوس برای تیم سال، جایزه‌ای است که به «عملکرد عالی» تیم‌هایی که در دنیای ورزش از خود نشان می‌دهند، اهدا می‌شود. این جایزه برای اولین بار در سال ۲۰۰۰ به عنوان یکی از هفت جایزه اصلی ارائه شده در جوایز لوریوس اهدا گردید. این جوایز توسط سازمان لوریوس خوب برای ورزش که یک سازمان جهانی است که در بیش از ۱۵۰ پروژه خیریه تشکیل شده و از ۵۰۰۰۰۰ جوان حمایت می‌کند. اولین مراسم در ۲۵ می ۲۰۰۰ در مونت کارلو برگزار شد و نلسون ماندلا سخنران اصلی مراسم بود. تا تاریخ ۲۰۲۰، فهرست کوتاه شش تیمی از نامزدهای این جایزه از سوی هیئتی متشکل از «ویراستاران، نویسندگان و پخش‌کنندگان برجسته ورزشی جهان» آمده‌است. سپس آکادمی جهانی ورزش لوریوس برنده‌ای را انتخاب می‌کند که در مراسم سالانه جوایز که در مکان‌های مختلف در سراسر جهان برگزار می‌شود، تندیس لوریوس که توسط کارتیه ساخته شده‌است، به او اهدا می‌شود. این جوایز بسیار معتبر در نظر گرفته می‌شوند و اغلب به عنوان معادل ورزشی اسکار شناخته می‌شوند.
برنده افتتاحیه این جایزه، باشگاه فوتبال منچستریونایتد از انگلستان بود که با قهرمانی در لیگ قهرمانان اروپا، لیگ برتر و جام حذفی انگلستان در طول فصل ۱۹۹۸–۱۹۹۹ یک «سه‌گانه تاریخی» را تکمیل کرد. تیم‌های فوتبال، اعم از داخلی و بین‌المللی، بیش از هر ورزش دیگری با ۱۲ عنوان و پس از آن تیم‌های راگبی ۱۵ نفره ۴ و فرمول یک ۳ عنوان قرار دارند. تیم‌های آلمانی و فرانسوی ۳ بار و تیم‌های انگلیسی، اسپانیایی، ایتالیایی و آفریقای جنوبی ۲ بار برنده این جایزه شده‌اند. برنده سال ۲۰۲۲ جایزه لوریوس برای تیم سال، تیم ملی فوتبال ایتالیا بود.

## برندگان و نامزدها
| سال  | برندگان                             | ملیت                | ورزش            | دستاورد(ها)                                                                                               | نامزدها |
| ---- | ----------------------------------- | ------------------- | --------------- | --- | --- |

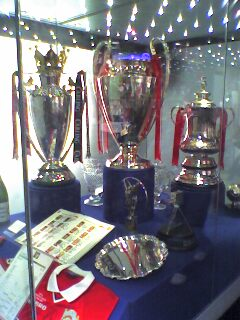
باشگاه فوتبال منچستریونایتد در فصل ۱۹۹۸–۱۹۹۹ سه جام را به دست آورد و جایزه افتتاحیه لوریوس برای تیم سال را در سال ۲۰۰۰ به دست آورد.

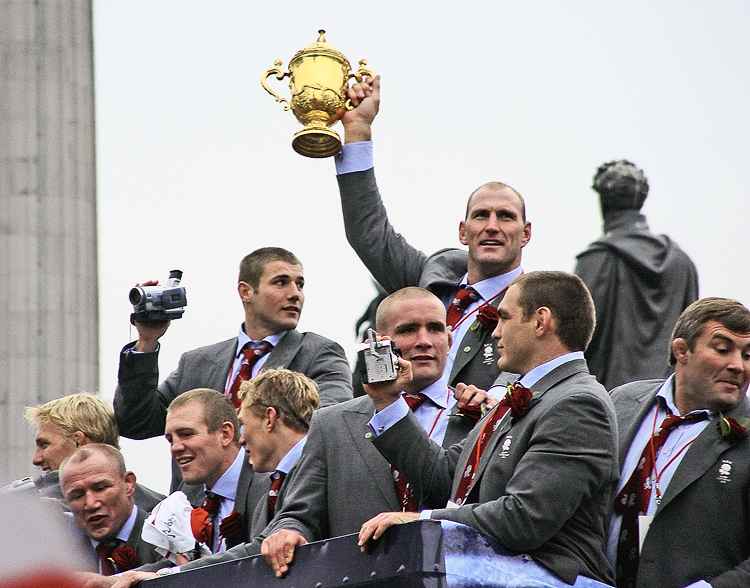
تیم ملی راگبی ۱۵ نفره انگلستان در سال ۲۰۰۳ قهرمان جام جهانی شد و سال بعد جایزه لوریوس برای تیم سال را به دست آورد.

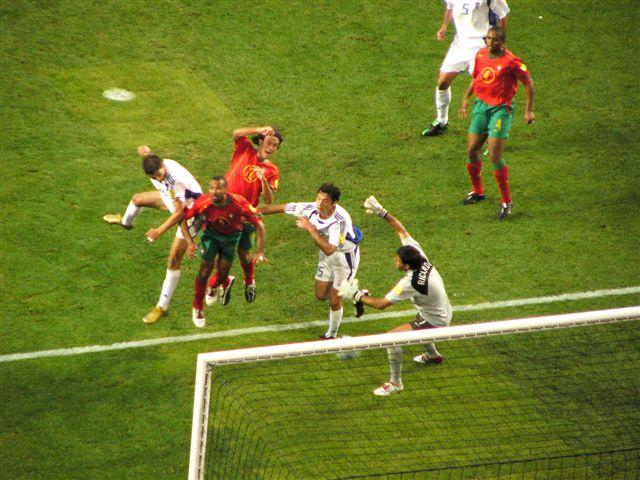
گل پیروزی تیم ملی فوتبال یونان در فینال یورو ۲۰۰۴ توسط آنجلوس چاریستیس - تیمش در سال ۲۰۰۵ این جایزه را دریافت کرد.

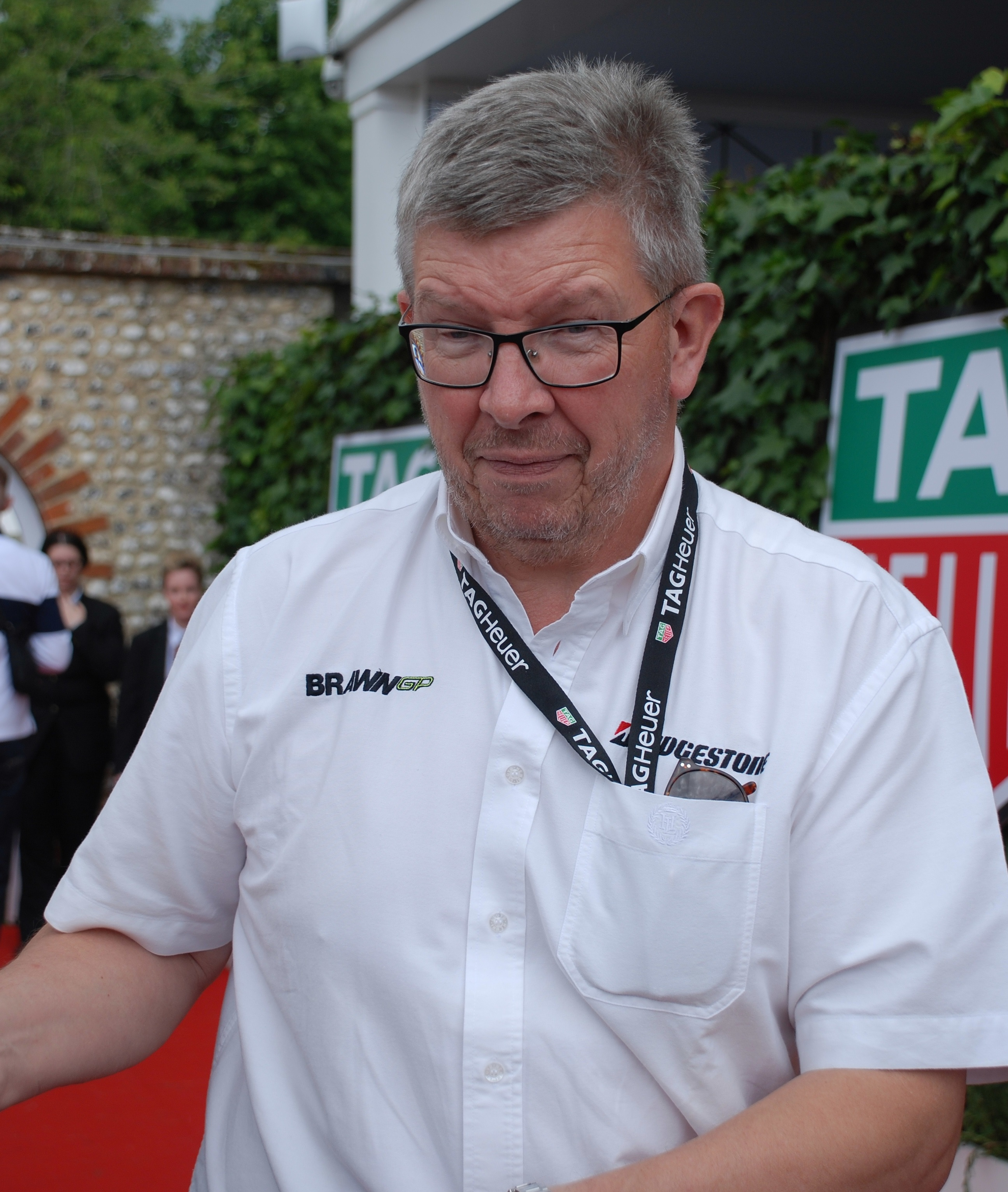
تیم فرمول یک راس براون، براون جی‌پی در سال ۲۰۱۰ این جایزه را به دست آورد.

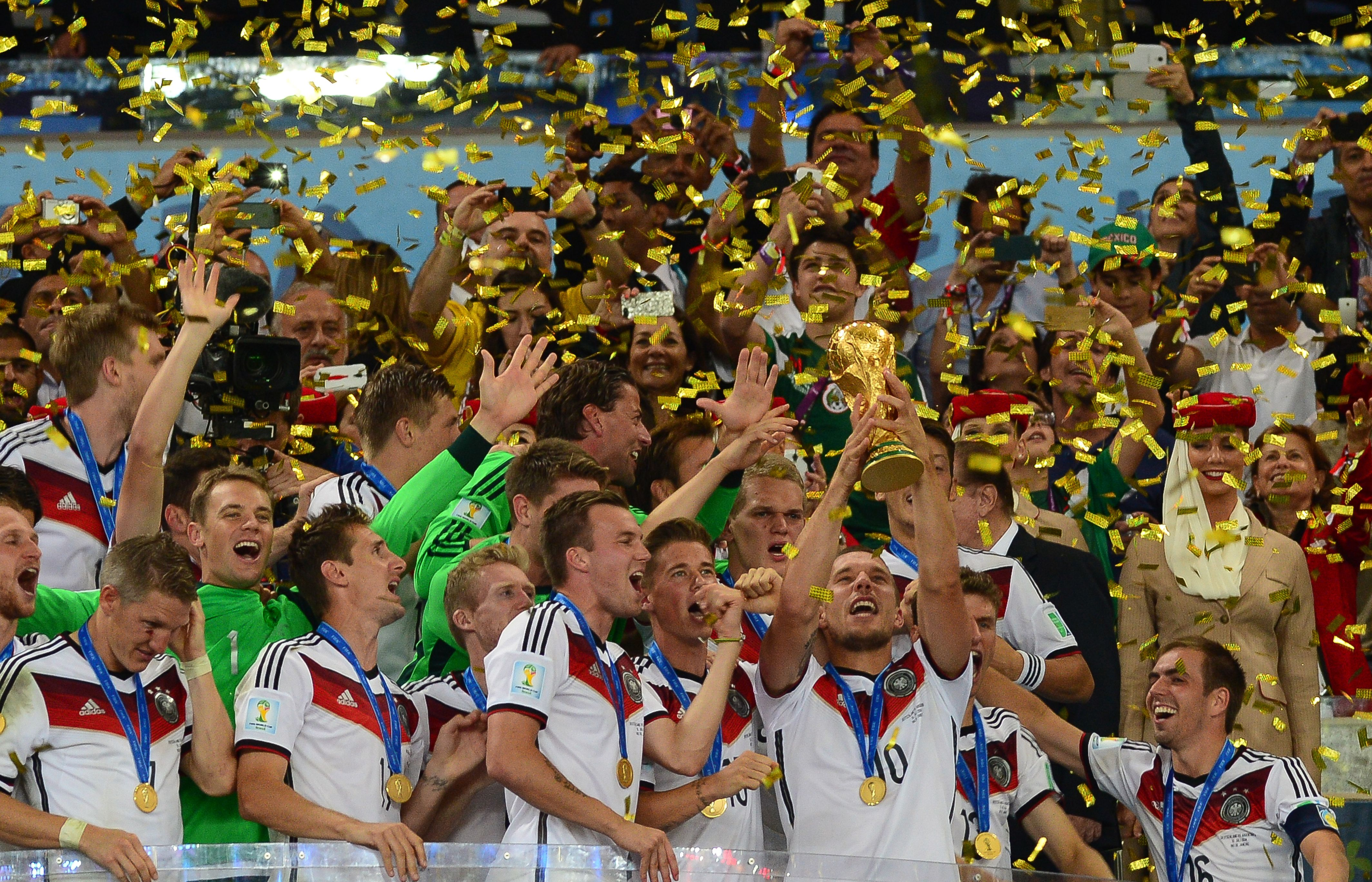
تیم ملی فوتبال آلمان در حال بالا بردن کاپ جام جهانی ۲۰۱۴. این تیم در سال ۲۰۱۵ جایزه لوریوس را به دست آورد.

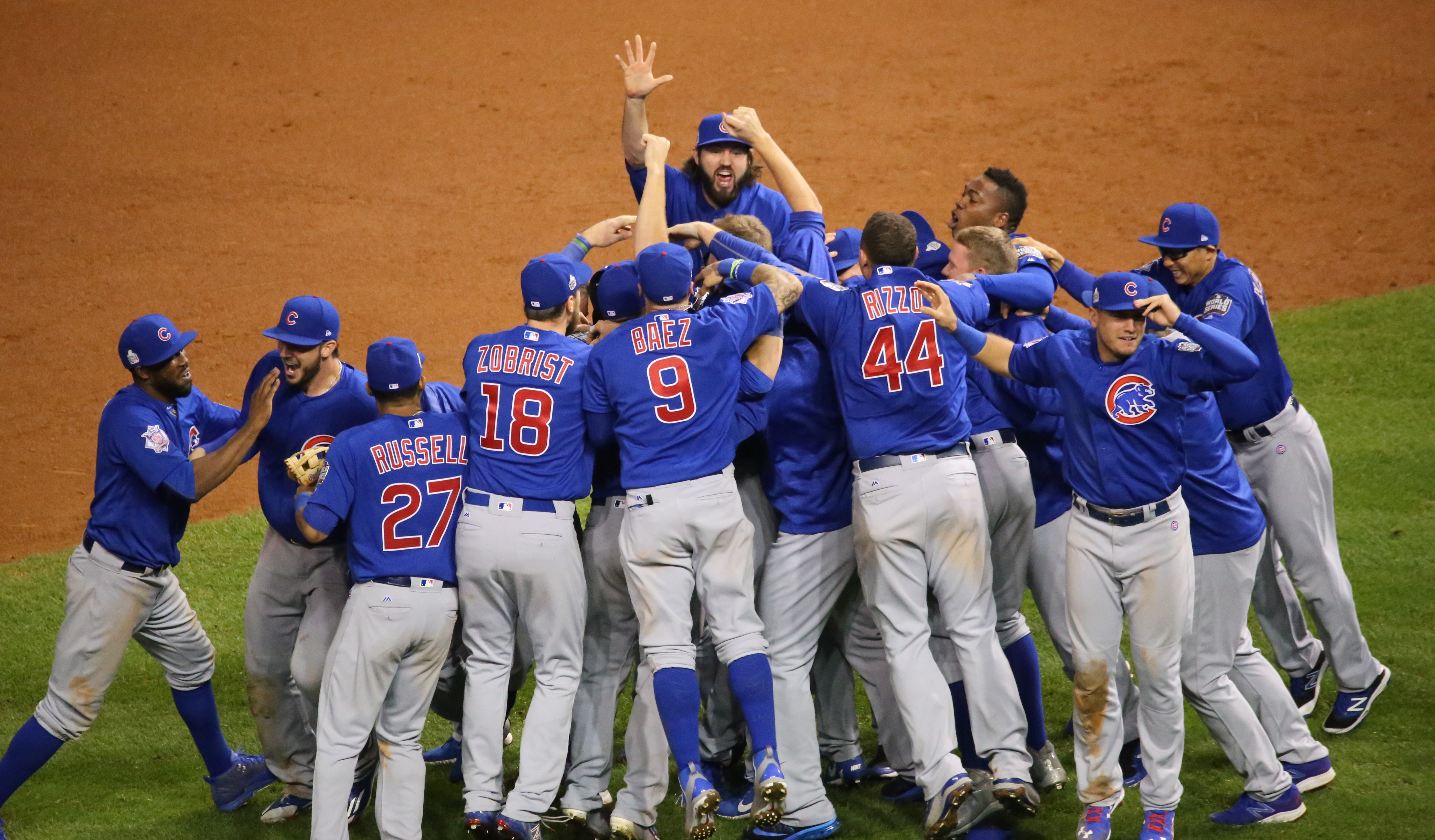
تیم بیسبال شیکاگو کابز در حال جشن پیروزی در سری جهانی ۲۰۱۶ - آنها در سال ۲۰۱۷ جایزه تیم لوریوس را دریافت کردند.

| ۲۰۰۰ | منچستر یونایتد                      | بریتانیای کبیر      | فوتبال          | برد یک سه‌گانه (لیگ قهرمانان اروپا، جام حذفی، لیگ برتر)                                                    | تیم ملی راگبی ۱۵ نفره استرالیا ( استرالیا) – راگبی ۱۵ نفره تیم ملی فوتبال زنان ایالات متحده آمریکا ( ایالات متحده آمریکا) – فوتبال |
| ۲۰۰۱ | تیم ملی فوتبال فرانسه               | فرانسه              | فوتبال          | قهرمانی در یورو ۲۰۰۰                                                                                      | تیم ملی کریکت استرالیا ( استرالیا) – کریکت تیم ملی فوتبال المپیک کامرون ( کامرون) – فوتبال نیویورک یانکیز ( ایالات متحده آمریکا) – بیسبال رئال مادرید ( اسپانیا) – فوتبال                                                                                           |
| ۲۰۰۲ | تیم ملی کریکت استرالیا              | استرالیا            | کریکت           | بردهای خود را به ۱۶ پیروزی در تست کریکت افزایش دادند.                                                     | بایرن مونیخ ( آلمان) – فوتبال تیم جام دیویس فرانسه ( فرانسه) – تنیس اسکودریا فراری ( ایتالیا) – فرمول یک لس آنجلس لیکرز ( ایالات متحده آمریکا) – بسکتبال |
| ۲۰۰۳ | تیم ملی فوتبال برزیل                | برزیل               | فوتبال          | قهرمانی در جام جهانی ۲۰۰۲                                                                                 | تیم ملی هاکی روی یخ کانادا ( کانادا) – هاکی روی یخ تیم کاپ رایدر اروپا ( اروپا) – گلف اسکودریا فراری ( ایتالیا) – فرمول یک رئال مادرید ( اسپانیا) – فوتبال |
| ۲۰۰۴ | تیم ملی راگبی ۱۵ نفره انگلستان      | انگلستان            | راگبی ۱۵ نفره   | قهرمانی در جام جهانی ۲۰۰۳                                                                                 | آ.ث. میلان ( ایتالیا) – فوتبال آلینگی ( سوئیس) – قایقرانی بادبانی تیم ملی کریکت استرالیا ( استرالیا) – کریکت اسکودریا فراری ( ایتالیا) – فرمول یک تیم ملی فوتبال زنان آلمان ( آلمان) – فوتبال                                                                       |
| ۲۰۰۵ | تیم ملی فوتبال یونان                | یونان               | فوتبال          | قهرمانی در یورو ۲۰۰۴                                                                                      | تیم ملی بسکتبال المپیک آرژانتین ( آرژانتین) – بسکتبال بوستون رد ساکس ( ایالات متحده آمریکا) – بیسبال تیم کاپ رایدر اروپا ( اروپا) – گلف پورتو ( پرتغال) – فوتبال اسکودریا فراری ( ایتالیا) – فرمول یک                                                               |
| ۲۰۰۶ | تیم فرمول یک رنو                    | فرانسه              | فرمول یک        | قهرمانی در مسابقات فرمول یک فصل ۲۰۰۵                                                                      | بارسلونا ( اسپانیا) – فوتبال تیم جام دیویس کرواسی ( کرواسی) – تنیس لیورپول ( بریتانیای کبیر) – فوتبال تیم ملی راگبی ۱۵ نفره نیوزیلند ( نیوزیلند) – راگبی ۱۵ نفره سن آنتونیو اسپرز ( ایالات متحده آمریکا) – بسکتبال                                                  |
| ۲۰۰۷ | تیم ملی فوتبال ایتالیا              | ایتالیا             | فوتبال          | قهرمانی در جام جهانی ۲۰۰۶                                                                                 | تیم ملی راگبی ۱۵ نفره نیوزیلند ( نیوزیلند) – راگبی ۱۵ نفره بارسلونا ( اسپانیا) – فوتبال تیم کاپ رایدر اروپا ( اروپا) – گلف تیم فرمول یک رنو ( فرانسه) – فرمول یک تیم ملی بسکتبال اسپانیا ( اسپانیا) – بسکتبال                                                       |
| ۲۰۰۸ | تیم ملی راگبی ۱۵ نفره آفریقای جنوبی | آفریقای جنوبی       | راگبی ۱۵ نفره   | قهرمانی در جام جهانی ۲۰۰۷                                                                                 | تیم ملی کریکت استرالیا ( استرالیا) – کریکت اسکودریا فراری ( ایتالیا) – فرمول یک تیم ملی فوتبال زنان آلمان ( آلمان) – فوتبال تیم ملی فوتبال عراق ( عراق) – فوتبال آ.ث. میلان ( ایتالیا) – فوتبال                                                                     |
| ۲۰۰۹ | تیم المپیک چین                      | چین                 | المپیک تابستانی | قرار گرفتن در رتبه اول جدول مدالی المپیک تابستانی ۲۰۰۸ با کسب ۵۱ مدال طلا.                                | بوستون سلتیکس ( ایالات متحده آمریکا) – بسکتبال تیم دوچرخه‌سواری المپیک بریتانیای کبیر ( بریتانیای کبیر) – دوچرخه‌سواری تیم دو و میدانی المپیک جامائیکا ( جامائیکا) – دو و میدانی منچستر یونایتد ( بریتانیای کبیر) – فوتبال تیم ملی فوتبال اسپانیا ( اسپانیا) – فوتبال |
| ۲۰۱۰ | تیم فرمول یک براون                  | بریتانیای کبیر      | فرمول یک        | قهرمانی در مسابقات فرمول یک فصل ۲۰۰۹                                                                      | بارسلونا ( اسپانیا) – فوتبال نیویورک یانکیز ( ایالات متحده آمریکا) – بیسبال تیم ملی فوتبال زنان آلمان ( آلمان) – فوتبال لس آنجلس لیکرز ( ایالات متحده آمریکا) – بسکتبال تیم ملی راگبی ۱۵ نفره آفریقای جنوبی ( آفریقای جنوبی) – راگبی ۱۵ نفره                        |
| ۲۰۱۱ | تیم ملی فوتبال اسپانیا              | اسپانیا             | فوتبال          | قهرمانی در جام جهانی ۲۰۱۰                                                                                 | اینتر میلان ( ایتالیا) – فوتبال تیم ملی راگبی ۱۵ نفره نیوزیلند ( نیوزیلند) – راگبی ۱۵ نفره تیم کاپ رایدر اروپا ( اروپا) – گلف لس آنجلس لیکرز ( ایالات متحده آمریکا) – بسکتبال تیم فرمول یک ردبول ( اتریش) – فرمول یک                                                |
| ۲۰۱۲ | بارسلونا                            | اسپانیا             | فوتبال          | قهرمانی در لیگ قهرمانان اروپا، سوپر جام اسپانیا، سوپرجام اروپا، و جام باشگاه‌های جهان ۲۰۱۱                 | تیم ملی راگبی ۱۵ نفره نیوزیلند ( نیوزیلند) – راگبی ۱۵ نفره تیم ملی کریکت انگلستان ( انگلستان) – کریکت تیم ملی فوتبال زنان ژاپن ( ژاپن) – فوتبال دالاس ماوریکس ( ایالات متحده آمریکا) – بسکتبال تیم فرمول یک ردبول ( اتریش) – فرمول یک                               |
| ۲۰۱۳ | تیم کاپ رایدر اروپا                 | اروپا               | گلف             | قهرمانی در کاپ رایدر ۲۰۱۲                                                                                 | تیم تنیس روی میز المپیک چین ( چین) – تنیس روی میز میامی هیت ( ایالات متحده آمریکا) – بسکتبال تیم فرمول یک ردبول ( اتریش) – فرمول یک تیم ملی فوتبال اسپانیا ( اسپانیا) – فوتبال تیم ملی بسکتبال المپیک ایالات متحده آمریکا ( ایالات متحده آمریکا) – بسکتبال          |
| ۲۰۱۴ | بایرن مونیخ                         | آلمان               | فوتبال          | برد یک سه‌گانه (لیگ قهرمانان اروپا، بوندسلیگا، جام حذفی آلمان)                                             | تیم ملی راگبی ۱۵ نفره نیوزیلند ( نیوزیلند) – راگبی ۱۵ نفره تیم ملی فوتبال برزیل ( برزیل) – فوتبال برادران برایان ( ایالات متحده آمریکا) – تنیس میامی هیت ( ایالات متحده آمریکا) – بسکتبال تیم فرمول یک ردبول ( اتریش) – فرمول یک                                    |
| ۲۰۱۵ | تیم ملی فوتبال آلمان                | آلمان               | فوتبال          | قهرمانی در جام جهانی ۲۰۱۴                                                                                 | تیم کاپ رایدر اروپا ( اروپا) – گلف رئال مادرید ( اسپانیا) – فوتبال تیم جام دیویس سوئیس ( سوئیس) – تنیس سن آنتونیو اسپرز ( ایالات متحده آمریکا) – بسکتبال مرسدس ای‌ام‌جی پتروناس ( آلمان) – فرمول یک                                                                   |
| ۲۰۱۶ | تیم ملی راگبی ۱۵ نفره نیوزیلند      | نیوزیلند            | راگبی ۱۵ نفره   | قهرمانی در جام جهانی ۲۰۱۵                                                                                 | بارسلونا ( اسپانیا) – فوتبال گلدن استیت واریرز ( ایالات متحده آمریکا) – بسکتبال تیم جام دیویس بریتانیای کبیر ( بریتانیای کبیر) – تنیس مرسدس ای‌ام‌جی پتروناس ( آلمان) – فرمول یک تیم ملی فوتبال زنان ایالات متحده آمریکا ( ایالات متحده آمریکا) – فوتبال              |
| ۲۰۱۷ | شیکاگو کابز                         | ایالات متحده آمریکا | بیسبال          | قهرمانی در سری جهانی ۲۰۱۶                                                                                 | کلیولند کاوالیرز ( ایالات متحده آمریکا) – بسکتبال مرسدس ای‌ام‌جی پتروناس ( آلمان) – فرمول یک تیم ملی فوتبال پرتغال ( پرتغال) – فوتبال تیم ملی فوتبال المپیک برزیل ( برزیل) – فوتبال رئال مادرید ( اسپانیا) – فوتبال                                                   |
| ۲۰۱۸ | تیم فرمول یک مرسدس                  | آلمان               | فرمول یک        | قهرمانی در مسابقات فرمول یک فصل ۲۰۱۷                                                                      | تیم جام دیویس فرانسه ( فرانسه) – تنیس گلدن استیت واریرز ( ایالات متحده آمریکا) – بسکتبال تیم قایقرانی بادبانی نیوزیلند ( نیوزیلند) – قایقرانی بادبانی نیو انگلند پتریوتس ( ایالات متحده آمریکا) – فوتبال آمریکایی رئال مادرید ( اسپانیا) – فوتبال                   |
| ۲۰۱۹ | تیم ملی فوتبال فرانسه               | فرانسه              | فوتبال          | قهرمانی در جام جهانی ۲۰۱۸                                                                                 | تیم فرمول یک مرسدس ( آلمان) – فرمول یک رئال مادرید ( اسپانیا) – فوتبال تیم المپیک زمستانی نروژ ( نروژ) – المپیک زمستانی گلدن استیت واریرز ( ایالات متحده آمریکا) – بسکتبال تیم کاپ رایدر اروپا ( اروپا) – گلف                                                       |
| ۲۰۲۰ | تیم ملی راگبی ۱۵ نفره آفریقای جنوبی | آفریقای جنوبی       | راگبی ۱۵ نفره   | قهرمانی در جام جهانی ۲۰۱۹ و مسابقات قهرمانی راگبی ۲۰۱۹                                                    | لیورپول ( بریتانیای کبیر) – فوتبال تیم فرمول یک مرسدس ( آلمان) – فرمول یک تیم ملی بسکتبال اسپانیا ( اسپانیا) – بسکتبال تورنتو رپترز ( کانادا) – بسکتبال تیم ملی فوتبال زنان ایالات متحده آمریکا ( ایالات متحده آمریکا) – فوتبال                                     |
| ۲۰۲۱ | بایرن مونیخ                         | آلمان               | فوتبال          | قهرمانی در لیگ قهرمانان اروپا، بوندسلیگا، جام حذفی آلمان، سوپرجام آلمان و اروپا و جام باشگاه‌های جهان ۲۰۲۰ | تیم ملی راگبی ۱۵ نفره آرژانتین ( آرژانتین) – راگبی ۱۵ نفره کانزاس سیتی چیفس ( ایالات متحده آمریکا) – فوتبال آمریکایی لیورپول ( بریتانیای کبیر) – فوتبال لس آنجلس لیکرز ( ایالات متحده آمریکا) – بسکتبال تیم فرمول یک مرسدس ( آلمان) – فرمول یک                      |
| ۲۰۲۲ | تیم ملی فوتبال ایتالیا              | ایتالیا             | فوتبال          | قهرمانی در یورو ۲۰۲۰                                                                                      | تیم ملی فوتبال آرژانتین ( آرژانتین) – فوتبال باشگاه فوتبال زنان بارسلونا ( اسپانیا) – فوتبال تیم شیرجه المپیک چین ( چین) – شیرجه تیم فرمول یک مرسدس ( آلمان) – فرمول یک میلواکی باکس ( ایالات متحده آمریکا) – بسکتبال                                               |

## آمار
آمار تا سال ۲۰۲۲ ثبت شده‌است.
| تعداد | تیم                                 | سال‌ها      |
| ----- | ----------------------------------- | ---------- |
| ۲     | تیم ملی فوتبال فرانسه               | ۲۰۱۹ ,۲۰۰۱ |
| ۲     | تیم ملی راگبی ۱۵ نفره آفریقای جنوبی | ۲۰۲۰ ،۲۰۰۸ |
| ۲     | بایرن مونیخ                         | ۲۰۲۱ ,۲۰۱۴ |
| ۲     | تیم ملی فوتبال ایتالیا              | ۲۰۲۲ ,۲۰۰۷ |

| تعداد | تیم                            | سال‌ها                              |
| ----- | ------------------------------ | ---------------------------------- |
| ۷     | تیم فرمول یک مرسدس             | ۲۰۲۲–۲۰۱۹ ,۲۰۱۷–۲۰۱۵               |
| ۶     | تیم کاپ رایدر اروپا            | ۲۰۱۹ ,۲۰۱۵ ,۲۰۱۱ ,۲۰۰۷ ,۲۰۰۵ ,۲۰۰۳ |
| ۶     | رئال مادرید                    | ۲۰۱۹–۲۰۱۷ ,۲۰۱۵ ,۲۰۰۳ ,۲۰۰۱        |
| ۵     | اسکودریا فراری                 | ۲۰۰۸ ,۲۰۰۵–۲۰۰۲                    |
| ۵     | تیم ملی راگبی ۱۵ نفره نیوزیلند | ۲۰۱۴ ,۲۰۱۲–۲۰۱۱ ,۲۰۰۷–۲۰۰۶         |
| ۴     | لس آنجلس لیکرز                 | ۲۰۲۱ ,۲۰۱۱–۲۰۱۰ ,۲۰۰۲              |
| ۴     | بارسلونا                       | ۲۰۱۶ ,۲۰۱۰ ,۲۰۰۷–۲۰۰۶              |
| ۴     | تیم فرمول یک ردبول             | ۲۰۱۴–۲۰۱۱                          |
| ۳     | تیم ملی فوتبال زنان آمریکا     | ۲۰۲۰ ,۲۰۱۶ ,۲۰۱۱                   |
| ۳     | تیم ملی کریکت استرالیا         | ۲۰۰۸ ,۲۰۰۴ ,۲۰۰۱                   |
| ۳     | تیم ملی فوتبال زنان آلمان      | ۲۰۱۰ ,۲۰۰۸ ,۲۰۰۴                   |
| ۳     | لیورپول                        | ۲۰۲۱–۲۰۲۰ ,۲۰۰۶                    |
| ۳     | گلدن استیت واریرز              | ۲۰۱۹–۲۰۱۸ ,۲۰۱۶                    |
| ۲     | نیویورک یانکیز                 | ۲۰۱۰ ,۲۰۰۱                         |
| ۲     | تیم جام دیویس فرانسه           | ۲۰۱۸ ,۲۰۰۲                         |
| ۲     | آ.ث. میلان                     | ۲۰۰۸ ,۲۰۰۴                         |
| ۲     | میامی هیت                      | ۲۰۱۴–۲۰۱۳                          |
| ۲     | تیم ملی فوتبال اسپانیا         | ۲۰۱۳ ,۲۰۰۹                         |
| ۲     | سن آنتونیو اسپرز               | ۲۰۱۵ ,۲۰۰۶                         |
| ۲     | تیم ملی بسکتبال اسپانیا        | ۲۰۲۰ ,۲۰۰۷                         |
| ۲     | تیم ملی فوتبال ایتالیا         | ۲۰۲۲ ,۲۰۰۷                         |

| کشور                | برندگان | نامزدی‌ها |
| ------------------- | ------- | -------- |
| آلمان               | ۴       | ۱۱       |
| فرانسه              | ۳       | ۳        |
| اسپانیا             | ۲       | ۱۵       |
| ایتالیا             | ۲       | ۹        |
| بریتانیای کبیر      | ۲       | ۶        |
| آفریقای جنوبی       | ۲       | ۱        |
| ایالات متحده آمریکا | ۱       | ۲۶       |
| اروپا               | ۱       | ۶        |
| نیوزیلند            | ۱       | ۶        |
| استرالیا            | ۱       | ۴        |
| چین                 | ۱       | ۲        |
| انگلستان            | ۱       | ۱        |
| اتریش               | ۰       | ۴        |
| آرژانتین            | ۰       | ۳        |
| کانادا              | ۰       | ۲        |
| برزیل               | ۰       | ۲        |
| کامرون              | ۰       | ۱        |
| سوئیس               | ۰       | ۱        |
| پرتغال              | ۰       | ۱        |
| کرواسی              | ۰       | ۱        |
| عراق                | ۰       | ۱        |
| جامائیکا            | ۰       | ۱        |
| ژاپن                | ۰       | ۱        |
| نروژ                | ۰       | ۱        |

| ورزش             | برندگان | نامزدی‌ها |
| ---------------- | ------- | -------- |
| فوتبال           | ۱۲      | ۳۶       |
| راگبی ۱۵ نفره    | ۴       | ۸        |
| فرمول یک         | ۳       | ۱۷       |
| گلف              | ۱       | ۶        |
| کریکت            | ۱       | ۴        |
| بیسبال           | ۱       | ۳        |
| المپیک تابستانی  | ۱       | ۱        |
| بسکتبال          | ۰       | ۲۰       |
| تنیس             | ۰       | ۶        |
| قایقرانی بادبانی | ۰       | ۳        |
| فوتبال آمریکایی  | ۰       | ۲        |
| هاکی روی یخ      | ۰       | ۱        |
| دوچرخه‌سواری      | ۰       | ۱        |
| دو و میدانی      | ۰       | ۱        |
| تنیس روی میز     | ۰       | ۱        |
| المپیک زمستانی   | ۰       | ۱        |
| شیرجه            | ۰       | ۱        |